# Équipe cycliste Vini Caldirola
Vini Caldirola est une ancienne équipe cycliste italienne ayant existé de 1998 à 2004. En 2005 le sponsor principal se retire mais la plupart des coureurs sont transférés vers la nouvelle équipe, l'Équipe cycliste Liquigas.

## Histoire de l'équipe
L'équipe Vini Caldirola - Longoni Sport est fondée en 1998 par Roberto Amadio, reprenant l'essentiel de l'effectif de la précédente équipe de ce dernier, Aki-Safi. Elle comprend notamment l'Italien Giorgio Furlan. L'ancien vainqueur de Milan-San Remo et de la Flèche wallonne effectue là, sans gloire, sa dernière année professionnelle.
En 1999, l'équipe Vini Caldirola-Sidermec se renforce avec les arrivées de Francesco Casagrande, Gianluca Bortolami, Mauro Gianetti et Serhiy Honchar. Elle est cependant secouée par plusieurs affaires de dopage. Francesco Casagrande est contrôlé positif à la créatine en mai. Profitant du vide juridique entourant cette substance, il continue de courir. Le mois suivant, Serhiy Honchar est suspendu deux semaines à la suite d'un contrôle sanguin effectué sur le Tour de Suisse ayant révélé un hématocrite supérieur à 50 %. En raison de ce dernier cas, Vini Caldirola se voit retirer son invitation au Tour de France, et est remplacée par l'équipe Cantina Tollo. À ces soupçons pesant sur les deux leaders de la formation, vient s'ajouter à la fin du mois de juillet la mise en examen du directeur sportif Sandro Lerici, du masseur Daniele Misseri et du mécanicien Andrea Conti, ainsi que de dirigeants des équipes Liquigas et Lampre, accusés de distribution de produits dangereux pour la santé,. Des produits sont également saisis au domicile de Gianluca Bortolami.

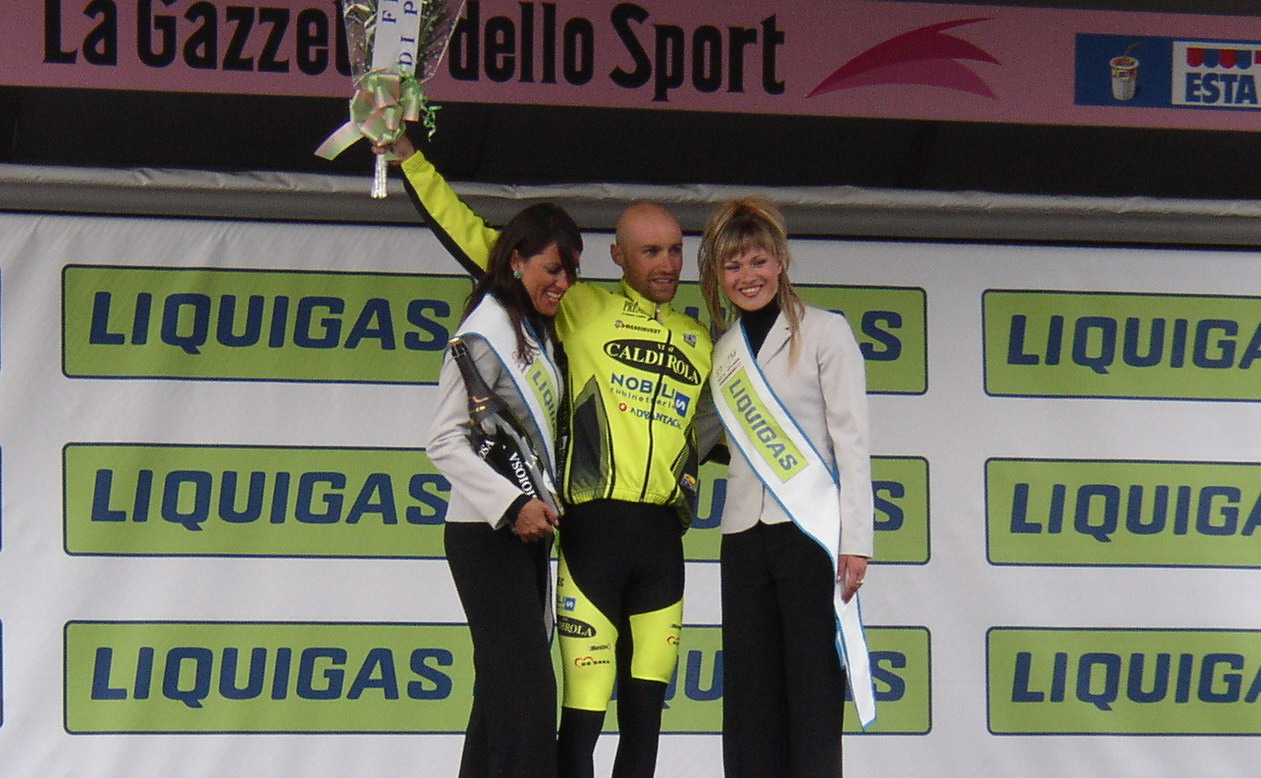
Stefano Garzelli avec le maillot Vini Caldirola, lors de sa victoire sur la du Tour d'Italie 2004.

Malgré ces évènements, le recrutement s'avère fructueux. Francesco Casagrande remporte le Tour de Suisse et la Classique de Saint-Sébastien, Serhiy Honchar le Tour des Pays-Bas, le Chrono des Herbiers et le Grand Prix des Nations. Le sprinter Romāns Vainšteins est une des révélations de l'année, avec plus de dix victoires dont Paris-Bruxelles et une étape du Tour d'Italie. Honchar finit par ailleurs septième de ce Giro.
En 2000, l'équipe Vini Caldirola présente une nouvelle direction, avec à sa tête Fabrizio Bontempi, remplaçant Roberto Amadio, et Giosué Zenoni, prenant la place d'Alberto Volpi. À l'exception de Honchar, elle garde ses leaders. Casagrande connaît une période printanière fructueuse : vainqueur de la Flèche wallonne, il termine deuxième du Tour d'Italie derrière Stefano Garzelli après avoir porté le maillot rose pendant onze jours. Il remporte également une étape et le classement de la montagne. C'est également la saison de la consécration pour Vainsteins, sacré champion du monde en octobre à Plouay.
En 2001, Vini Caldirola fusionne avec l'équipe de Davide Boifava, Amica Chips-Tacconi Sport. Boifava prend la direction de cette nouvelle formation, nommée Tacconi Sport - Vini Caldirola, épaulé par Bontempi et Vittorio Algeri.
En 2002, l'équipe recrute Dario Frigo. Celui-ci va réaliser une excellente saison, remportant notamment le Tour de Romandie, une étape du Tour de France, et en étant champion d'Italie du contre-la-montre. À la fin de la saison, celui-ci retourne à la Fassa Bortolo, et Stefano Garzelli le remplace. Celui-ci terminera 2e et 6e du Tour d'Italie en 2003 et 2004, avant la disparition de l'équipe, dont la plupart des membres rejoignent la nouvelle équipe Liquigas.

## Principaux coureurs

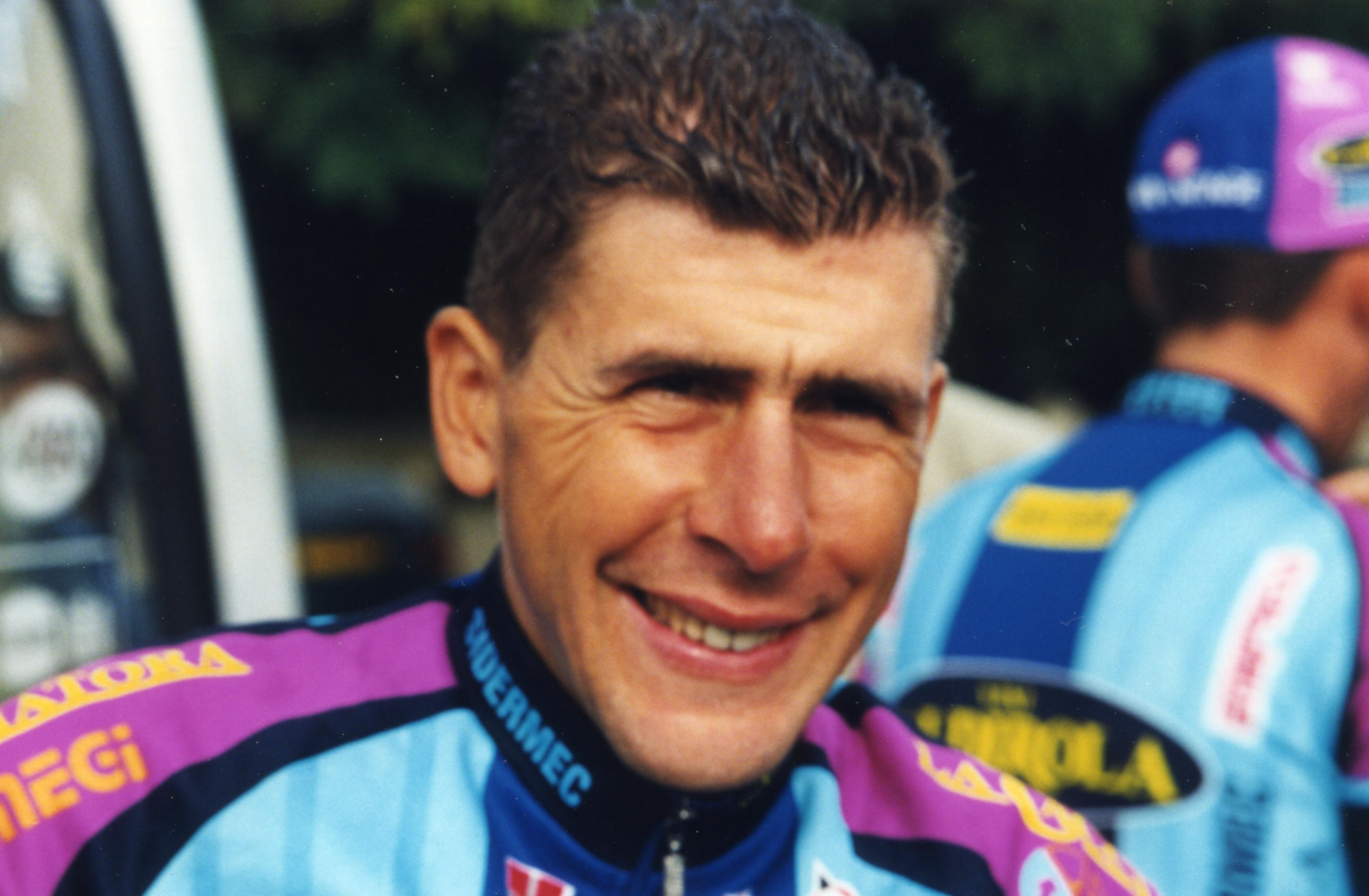
Francesco Casagrande en 1998

- Stefano Garzelli
- Francesco Casagrande
- Eddy Mazzoleni
- Gianluca Bortolami
- Romāns Vainšteins
- Dario Frigo

## Principales victoires

### Grands Tours
- Tour d'Italie
  - 1999 : Romāns Vainšteins (6e étape) et Serhiy Honchar (18e étape)
  - 2000 : Francesco Casagrande (9e étape ainsi que le Grand Prix de la montagne)
- Tour de France
  - 2002 : Dario Frigo (17e étape)

### Classiques
- Classique de Saint-Sébastien
  - 1999 :  Francesco Casagrande
- Flèche wallonne
  - 2000 :  Francesco Casagrande
- Tour des Flandres
  - 2001 :  Gianluca Bortolami
- Championnat de Zurich
  - 2002 :  Dario Frigo

### Championnat du monde
- 2000 :  Romāns Vainšteins

### Autres courses
- Tour de Romandie
  - 2002 :  Dario Frigo